# Salvatore Frangiamore
Salvatore Frangiamore (Mussomeli, 26 marzo 1853 – Roma, 18 febbraio 1915) è stato un pittore italiano.

## Biografia
Nato in una famiglia dalle condizioni economiche non floride, dopo aver frequentato le scuole elementari a Mussomeli, ben presto manifestò una spiccata attitudine per il disegno, attirando così la curiosità di molte persone del paese natio, in particolare quella dell'allora sindaco Giuseppe Giudici, futuro deputato al Parlamento del Regno e fratello del noto letterato Paolo Emiliani Giudici. Ottenuto un sussidio da parte del comune natale, il Frangiamore si recò a Roma, città nella quale stabilì la propria residenza, pur mantenendo continue relazioni con la Sicilia ed in particolare con Mussomeli. 
Nel 1883 partecipò alla Esposizione Nazionale di Belle Arti Roma, la mostra inaugurale del Palazzo delle Esposizioni di Roma, esponendo Un temporale d'estate, che fu commentato anche sul Roma, Giornale Illustrato della Esposizione di Belle Arti 1883. 
Apprezzato soprattutto come ritrattista, venne considerato un abile interprete nella somiglianza e negli incarnati, ricercato nei dettagli dei panneggi e degli oggetti. Molti dei suoi lavori finirono all'estero (Inghilterra e Stati Uniti), al seguito dei ricchi viaggiatori che si recavano in visita nella Città Eterna e ne approfittavano per farsi ritrarre nello studio al numero 51 di Via Margutta.
Fra i suoi ritratti più riusciti, oltre a quello del Re Umberto I e della Regina Margherita, si ricordano quelli dell'onorevole Giuseppe Giudici, di Paolo Emiliani Giudici, della baronessa Costanza Moncada Mistretta, dei baroni Vincenzo e Salvatore Mistretta, del Cavaliere Vincenzo Sorce Malaspina, della sorella Luigina (disegno a matita), dei Ministri Michele Amari e Nicolò Gallo, del Professore Francesco Durante. Per quest'ultimo committente, celebre chirurgo, fondatore del Policlinico Umberto I di Roma e senatore del Regno, il Frangiamore decorò insieme ad altri artisti (Giuseppe Sciuti, Giuseppe Ferrari ed Enrico Coleman) il villino Durante progettato dall'architetto Giulio Podesti, realizzando quattro affreschi in diversi ambienti. Il professore Durante gli commissionò pure un olio su tela raffigurante l'agonia di San Giuseppe che donò alla chiesa di Letojanni (Me), suo paese natío, dedicata al Santo.
Altro genere per cui il Frangiamore è noto è la cosiddetta pittura di genere ambientata nel medioevo o nel rinascimento (Lucia e l'Innominato, La partita a scacchi, La visita del Cardinale) o raffigurante episodi storici come nel caso del grande affresco raffigurante Cicerone contro Verre, realizzato per la Sala del consiglio del Palazzo della Provincia di Caltanissetta. 
Più rari sono i paesaggi, fra i quali si ricordano soggetti tipicamente romani (L'interno del Colosseo, Villa Borghese) o legati al suo paese natale (Il castello Manfredonico di Mussomeli).
Nominato Direttore della Regia Scuola di disegno applicato alle industrie di Campobasso nel 1910, si trasferì con la famiglia in quella città restandovi per pochi anni fin quasi alla morte, avvenuta prematuramente, nel 1915, nella città di Roma.
Nel 2003, in occasione dei centocinquanta anni dalla nascita, il Comitato Ager Sicanius ha organizzato a Mussomeli una mostra retrospettiva con oltre cinquanta opere esposte, a cura di C. Barba e F.P. Amico, dal titolo Dal ritratto alla pittura di genere.